# NK Sloboda Slakovec
NK Sloboda je nogometni klub iz Slakovca. 
Trenutačno se natječe u 4. HNL – Sjever A.